# Otmar Suitner
Otmar Suitner (ur. 16 maja 1922 w Innsbrucku, zm. 8 stycznia 2010 w Berlinie) – austriacki dyrygent.

## Życiorys
W latach 1940–1942 był uczniem Franza Ledwinki i Clemensa Kraussa w Mozarteum w Salzburgu. Od 1942 do 1944 roku pełnił funkcję kapelmistrza Tiroler Landestheater w Innsbrucku. W latach 1952–1957 był dyrektorem muzycznym miasta Remscheid, następnie od 1957 do 1960 roku pierwszym dyrygentem Pfalzorchester w Ludwigshafen. W latach 1960–1964 był dyrektorem muzycznym Staatsoper i Staatskapelle w Dreźnie. Od 1964 do 1971 i ponownie od 1975 do 1990 roku pełnił funkcję dyrektora muzycznego berlińskiej Staatsoper Unter den Linden. W latach 1964–1967 dyrygował na festiwalach w Bayreuth. Występował gościnnie m.in. w Stanach Zjednoczonych. Na początku lat 90. XX wieku ze względu na ciężką chorobę wycofał się z życia publicznego.
Zdobył sobie sławę jako interpretator dzieł operowych W.A. Mozarta, Richarda Wagnera i Richarda Straussa. Poprowadził prapremierowe wykonania oper Paula Dessaua Puntila (1966), Einstein (1974) i Leonce und Lena (1979).